# Pacific Gas & Electric
Pacific Gas & Electric fue una banda estadounidense de blues rock, creada en 1967 por el cantante y baterista Charlie Allen, y que permaneció en activo hasta mediados de la década de 1970. Su principal éxito fue la canción "Are You Ready?".

## Historial
La banda se formó en Los Ángeles en 1967, con los guitarristas Tom Marshall y Glenn Schwartz, el bajista Brent Block, y el baterista Charlie Allen, que había estado previamente en la banda Bluesberry Jam. Pronto, Allen dejó el papel de baterista para asumir el de cantante y frontman de la banda, incorporándose Frank Cook, previamente batería de Canned Heat, para hacerse cargo de su instrumento. Originalmente adoptaron el nombre de Pacific Gas and Electric Blues Band, aunque lo acortaron cuando firmaron con el sello discográfico Kent Records, con el que publicaron el álbum Get It On... Blues, a comienzos de 1968. El disco apenas tuvo repercusión, pero casi inmediatamente después, la aparición de la banda en el Miami Pop Festival de mayo de 1968 les facilitó un contrato con Columbia Records.
Su primer disco para Columbia, Pacific Gas and Electric, se publicó en 1969, pero el gran éxito les llegó con su siguiente álbum, Are You Ready?, en 1970. La canción homónima alcanzó el # 14 en el Billboard Hot 100. Tras la grabación del disco, Cook quedó afectado por un accidente de tráfico y le sustituyó Ron Woods, quedando Cook como mánager. Marshall y Schwartz se marcharon, y fueron reemplazados por Frank Petricca (bajo) y Ken Utterback (guitarra), pasando Brent Block a tocar la guitarra rítmica, antes de su abandono a finales de 1970. De forma inusual para la época, la banda mezclaba músicos blancos y negros, lo que generó algunos problemas en sus giras, especialmente durante su concierto en Raleigh (Carolina del Norte).
En 1971, cambió su nombre a PG&E, como consecuencia de las presiones legales de la empresa de electricidad de la que habían tomado el nombre. La banda además, aumentó su tamaño, pues a Allen, Woods, Petricca y Utterback se añadieron Jerry Aiello (teclados), Stanley Abernathy (trompeta), Alfred Galagos y Virgil Gonsalves (saxos), y Joe Lala (percusión). Con esta formación grabaron el álbum PG&E, y aparecieron en la película de Otto Preminger Tell Me That You Love Me, Junie Moon, protagonizada por Liza Minnelli. La banda se deshizo a continuación, aunque Allen, con músicos de estudio, publicó un último disco, Pacific Gas & Electric Starring Charlie Allen (Dunhill, 1973) con el nombre de la banda.
Tom Marshall sufrió graves trastornos físicos y mentales y acabó como homeless durante los años 1980. Charlie Allen, por su parte, falleció en 1990, a los 48 años de edad.

## Discografía

### Álbumes
| Año  | Álbum                              | US Top 200 |
| ---- | ---------------------------------- | ---------- |
| 1968 | Get It On... Blues                 | 159        |
| 1969 | Pacific Gas and Electric           | 91         |
| 1970 | Are You Ready                      | 101        |
| 1971 | PG&E                               | 182        |
| 1973 | Starring Charlie Allen             | -          |
| 2007 | Live 'N' Kicking At Lexington 1970 | -          |

### Singles
| Año  | nombre                   | US Hot 100 | R&B Singles |
| ---- | ------------------------ | ---------- | ----------- |
| 1970 | Are You Ready / Stagolee | 14         | 49          |
| 1970 | Father, Come On Home     | 93         | -           |
| 1972 | Thank God For You, Baby  | 97         | 50          |